# Haughton (Staffordshire)
Pour les articles homonymes, voir Haughton.
Haughton est un village et une paroisse civile du Staffordshire, en Angleterre.